# Штоппелькамп, Мориц
Мо́риц Што́ппелькамп (нем. Moritz Stoppelkamp; 11 декабря 1986, Дуйсбург, ФРГ) — немецкий футболист, полузащитник клуба «Рот-Вайсс Оберхаузен».

## Карьера
Поиграв за юношеские команды «Виктории» (Буххольц), «Дуйсбурга» и дюссельдорфской «Фортуны», в 2004 году Штоппелькамп перешёл в «Рот-Вайсс» из Эссена. Там он сначала играл эа команду до 19 лет, а в 2005 пробился в первую команду. В 2006 году он был отдан в аренду в клуб с одноимённым названием из Эрфурта, где сразу стал игроком основы.
В начале сезона 2008/09 Штоппелькамп перешёл в «Рот-Вайсс» из Оберхаузена, выступавший тогда во Второй Бундеслиге. Он дебютировал там 17 августа 2008, в выездном матче против «Кобленца», завершившемся поражением гостей 0:3. Всего за два года Штоппелькамп провёл за клуб из Оберхаузена 46 матчей.
Летом 2010 года он перешёл в клуб Бундеслиги «Ганновер 96». Штоппелькамп дебютировал в Бундеслиге в первом туре сезона 2010/11, в котором «Ганновер 96» встречался с «Айнтрахтом» из Франкфурта-на-Майне. Встреча завершилась победой ганноверского клуба со счётом 2:1. В том матче он вышел на замену уже на третьей минуте вместо получившего травму Карлитоса. На протяжении следующих 10 туров Штоппелькамп был игроком основы, пока не получил разрыв внешних связок голеностопа в матче против будущего чемпиона, дортмундской «Боруссии». После этого Ларс Штиндль стал игроком основы, а Штоппелькамп снова сел на скамейку запасных.
Во время подготовки к сезону 2011/12 он забил 26 голов, среди них 12 мячей в матче против клуба «Лиммер», завершившемся со счётом 21:0. Однако он так и не стал игроком основы. В шестом туре сезона 11/12 он провёл свою первую игру в стартовом составе с 11 тура прошлого сезона, в этой игре «Ганновер 96» снова играл против «Боруссии».
17 июня 2012 года стало известно, что Штоппелькамп начнёт новый сезон в клубе Второй Бундеслиги «Мюнхен 1860», с которым он подписал трёхлетний контракт. Цена трансфера составила 250 тысяч евро.
23 июня 2014 года Штоппелькамп перешёл в «Падерборн 07», подписав контракт на 2 года. 20 сентября 2014 года установил новый рекорд чемпионата Германии по дистанции, с которой был забит гол. Он поразил ворота «Ганновера 96» с 83 метров.

## Достижения
«Ганновер 96»
- Четвертьфиналист Лиги Европы 2011/12

## Прочее
В клубе «Рот-Вайсс» (Эссен) его в шутку называли «Штольперкамп» (от нем. stolpern — запинаться, спотыкаться).
22 января 2012 года после нулевой ничьи в матче «Ганновера» против «Хоффенхайма», Штоппелькамп хотел отпраздновать 23-летие своей девушки. На дискотеке между ним и ещё тремя пьяными мужчинами завязалась драка, и ему был нанесён удар стеклянной бутылкой по голове. На рану было наложили 10 швов, однако на следующий день он снова тренировался с командой.